# Гощанская поселковая община
Гощанская поселковая общи́на (укр. Гощанська селищна громада) — территориальная община в Ровненском районе Ровненской области Украины.
Административный центр — посёлок Гоща.
Население составляет 23 193 человека. Площадь — 484,3 км².
В соответствии с распоряжением Кабинета Министров Украины от 12 июня 2020 года, в состав общины вошла территория Гощанского поселкового совета, а также Бочаницкого, Воскодавского, Дроздовского, Дулибского, Жавровского, Красносельского, Криничковского, Курозвановского, Липковского, Майковского, Малиновского, Малятинского, Русивельского, Садовского, Симоновского, Синевского, Тучинского и Фёдоровского сельских советов упразднённого Гощанского района.

## Состав совета общины
Общая численность совета Гощанской поселковой общины: 26 депутатов.
| Номер | Партия                              | ФИО                             |
| ----- | ----------------------------------- | ------------------------------- |
| 1     | Аграрная партия Украины             | Буркалець Юрий Витальевич       |
| 2     | Аграрная партия Украины             | Повар Ирина Андреевна           |
| 3     | Аграрная партия Украины             | Рокунец Валерий Николаевич      |
| 4     | Батькивщина                         | Ткачук Александр Евгеньевич     |
| 5     | Батькивщина                         | Козачук Людмила Евстафьевна     |
| 6     | Батькивщина                         | Бондарь Леонид Александрович    |
| 7     | Всеукраинское объединение «Свобода» | Гоменюк Тарас Тарасович         |
| 8     | Всеукраинское объединение «Свобода» | Ткачук Дмитий Петрович          |
| 9     | Всеукраинское объединение «Свобода» | Полищук Александр Николаевич    |
| 10    | Блок Петра Порошенко «Солидарность» | Ястремский Юрий Вилиевич        |
| 11    | Блок Петра Порошенко «Солидарность» | Антонюк Инна Петровна           |
| 12    | Блок Петра Порошенко «Солидарность» | Вознюк Степан Николаевич        |
| 13    | Блок Петра Порошенко «Солидарность» | Павлюк Светлана Владимировна    |
| 14    | Блок Петра Порошенко «Солидарность» | Усик Юрий Петрович              |
| 15    | Блок Петра Порошенко «Солидарность» | Волкошовець Николай Анатольевич |
| 16    | За будущее                          | Щербачук Виктор Николаевич      |
| 17    | За будущее                          | Калька Наталья Михайловна       |
| 18    | За будущее                          | Супрунец Леонтий Владимирович   |
| 19    | За будущее                          | Головчак Игорь Петрович         |
| 20    | Радикальная партия Олега Ляшко      | Калюжный Юрий Николаевич        |
| 21    | Радикальная партия Олега Ляшко      | Тарасюк Николай Михайлович      |
| 22    | Сила и Честь                        | Бабинец Андрей Иванович         |
| 23    | Сила и Честь                        | Ткаченко Александр Владимирович |
| 24    | Слуга народа                        | Марчук Сергей Михайлович        |
| 25    | Слуга народа                        | Федорков Иван Валентинович      |
| 26    | Слуга народа                        | Покойовый Виктор Дмитриевич     |

## Населённые пункты
В состав общины входят один посёлок (Гоща) и 39 сёл:
- Воскодавский старостинский округ:
  - Витков
  - Воронов
  - Воскодавы
  - Красноселье
  - Малиновка
  - Чудница
- Липковский старостинский округ:
  - Андрусиев
  - Волкошов
  - Дружное
  - Липки
  - Синев
  - Терентьев
- Малятинский старостинский округ:
  - Малятин
  - Матиевка
  - Мычев
  - Мощоны
  - Пустомыты
- Русивельский старостинский округ:
  - Майков
  - Пашуки
  - Русивель
  - Фёдоровка
- Симоновский старостинский округ:
  - Бочаница
  - Глибочок
  - Дулибы
  - Жавров
  - Курозваны
  - Симонов
  - Франовка
- Тучинский старостинский округ:
  - Горбов
  - Дроздов
  - Жалянка
  - Кринички
  - Люцинов
  - Микулин
  - Полевцы
  - Речица
  - Садовое
  - Тучин
  - Ючин